# Amur Khabarovsk
Amur Khabarovsk é um clube de hóquei no gelo profissional russo sediado em Khabarovsk. Eles são membros da Liga Continental de Hockey.

## História
Fundando originariamente em 1966, como SKA Khabarovsk, quando ingressaram em ligas regionais, adotaram o nome Amur Khabarovsk em 2006.
São membros da Liga Continental de Hockey desde a primeira temporada.